# 18 East Shore (Pittenweem)

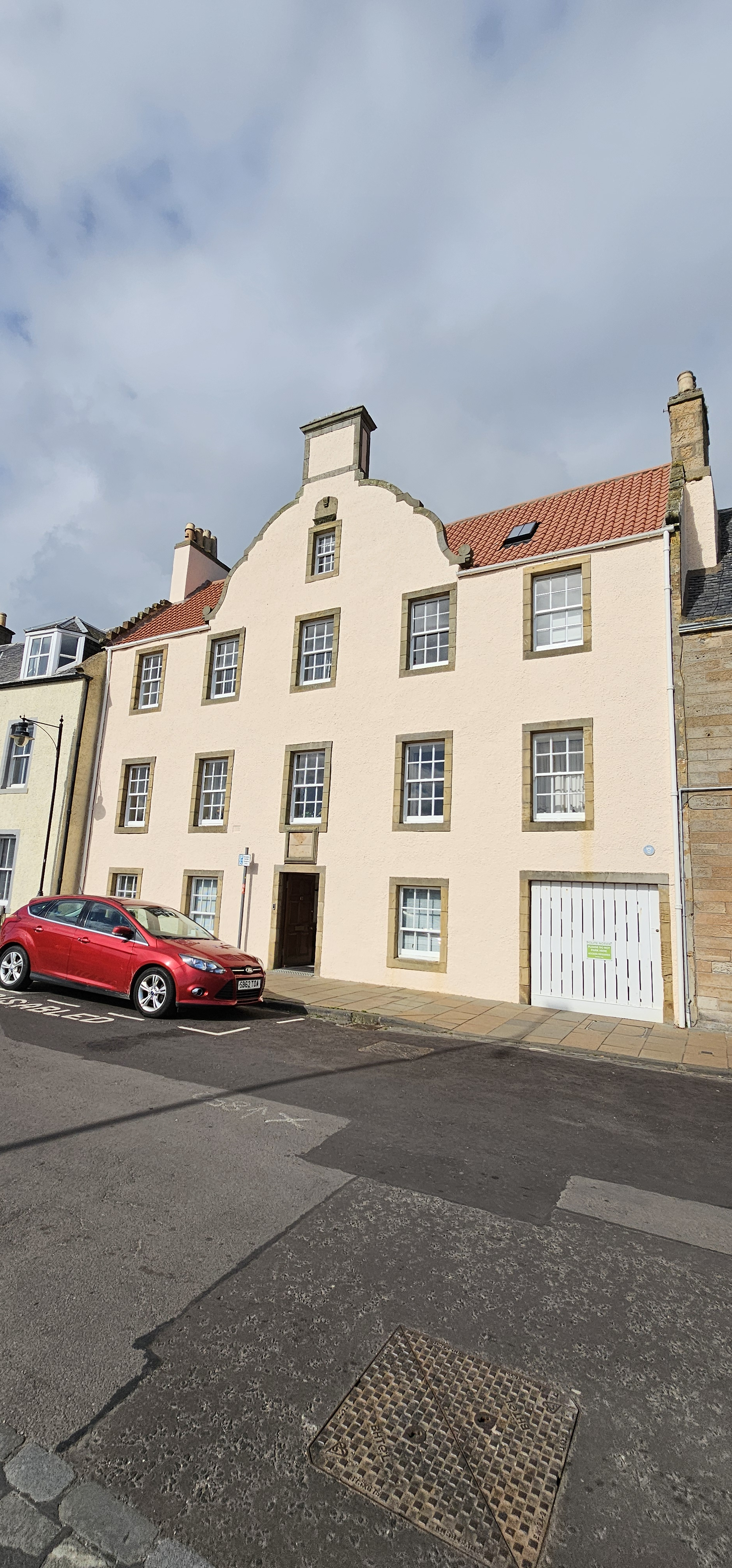
18 East Shore

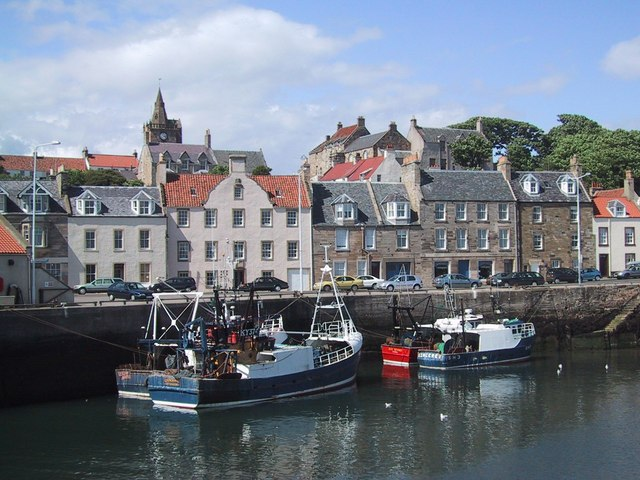
18 East Shore im räumlichen Kontext

Unter der Adresse 18 East Shore in der schottischen Ortschaft Pittenweem in der Council Area Fife befindet sich ein Wohngebäude. 1972 wurde das Bauwerk als Einzeldenkmal in die schottischen Denkmallisten in der höchsten Kategorie A aufgenommen.

## Geschichte
Überlieferungen zufolge entstand das Gebäude im Jahre 1686. Das Baujahr ist jedoch nicht gesichert. Auch eine Errichtung im frühen 18. Jahrhundert wird in Betracht gezogen. Mit der Verleihung des Denkmalschutzes 1972 wurde die Restauration des Wohngebäudes für den National Trust for Scotland begonnen.

## Beschreibung
Das dreistöckige Wohngebäude steht an der Straße East Shore, die sich entlang der Hafenanlagen Pittenweems an der Nordküste des Firth of Forths zieht. Die ehemalige Pittenweem Priory befindet sich ein kurzes Stück nördlich. Die südostexponierte straßenseitige Hauptfassade ist symmetrisch aufgebaut und fünf Achsen weit. Von den mit Harl verputzten Fassaden sind die Gebäudeöffnungen mit Natursteineinfassungen farblich abgesetzt. Oberhalb des zentralen Hauptportals ist eine gerahmte, jedoch schmucklose Platte eingelassen. Die Fassade schließt mit einem geschwungenen Giebel. Die seitlichen Abschlussgiebel sind als schlichte Staffelgiebel gestaltet. An der Rückseite befindet sich eine Remise. Im ersten Obergeschoss sind teils die originalen Holzarbeiten erhalten.